# Banque cantonale de Lucerne
La Banque cantonale de Lucerne (LUKB) est une banque cantonale suisse dont le siège social est à Lucerne.